# 20 All-Time Greatest Hits!
20 All-Time Greatest Hits! album je s kolekcijom najvećih hitova od američkog skladatelja, producenta i pjevača Jamesa Browna, objavljen u listopadu 1991.g. od diskografske kuće "Polydor Records". Kolekcija je nastavak box seta Star Time koji je izašao iste godine u mjesecu svibnju.
Album se 2003. godine našao na 414 mjestu popisa "najboljih 500 albuma za sva vremena" od časopisa "Rolling Stone".

## Popis pjesama
1. "I Got You (I Feel Good)"
2. "Get Up (I Feel Like Being a) Sex Machine, Pt. 1"
3. "I Got the Feelin'"
4. "Mother Popcorn, Pt. 1"
5. "Give It Up or Turnit a Loose"
6. "Make It Funky, Pt. 1"
7. "Papa's Got a Brand New Bag, Pt. 1"
8. "Think"
9. "It's a Man's Man's Man's World"
10. "Try Me"
11. "Night Train"
12. "Cold Sweat, Pt. 1"
13. "Get on the Good Foot"
14. "Papa Don't Take No Mess, Pt. 1"
15. "The Payback"
16. "Say It Loud - I'm Black and I'm Proud, Pt. 1"
17. "Super Bad, Pts. 1 & 2"
18. "Hot Pants, Pt. 1"
19. "Get Up Offa That Thing"
20. "Please, Please, Please"

## Vanjske poveznice
- Amazon.com